# Allium turcicum
Allium turcicum är en amaryllisväxtart som beskrevs av Neriman Özhatay och Elizabeth Jill Cowley. Allium turcicum ingår i släktet lökar, och familjen amaryllisväxter.
Artens utbredningsområde är Turkiet. Inga underarter finns listade i Catalogue of Life.